# Robert Adelssen
Anton Gustav Heinrich Robert Adelssen (geboren 21. Juli 1864 in Berlin; gestorben 18. März 1941 in Berlin-Charlottenburg) war ein deutscher Bankier und Generalkonsul.

## Leben
Er war der Sohn des Bankiers Anton Ludwig Cohn aus Berlin und dessen Ehefrau Anna Luise geb. von Adelson, denen die Berechtigung zur Führung des Familiennamens Adelssen erteilt worden war. Seine Großmutter war die Staatsrätin von Adelson, die auch seine erste Taufpatin war.
Wie der Vater schlug auch Robert Adelssen eine Ausbildung zum Bankier ein und übernahm später das Bankhaus Adelssen. 1899 wurde er zum Generalkonsul von Griechenland ernannt.
Er liegt auf dem Dorotheenstädtisch-Friedrichwerderschen Friedhof I in Berlin-Mitte begraben.